# アラシェヒル
アラシェヒル（Alaşehir、Alasehir）は、トルコ西部マニサ県にある古代から続く町。かつてはギリシャ語で「フィラデルフィア（Philadelphia）」と呼ばれていた (同名の都市は、現在のアンマンをはじめ古代には数多くあったので、注意が必要である)。アナトリア半島の西海岸のやや内陸よりで、クズ・チャイ川（Kuzu Chai、コガムス川 Cogamus とも）の谷に位置し、ボズ山（Boz Dagh、トモロス山 (Tmolus) とも）の麓にある。エーゲ海に面した港町・イズミル（ギリシャ語：スミルナ）の東にあり、鉄道で結ばれている。

## 歴史

### 都市の建設
この町は紀元前189年にアッタロス朝ペルガモン王国の王、エウメネス2世 (en) が建設した。エウメネス2世はこの町を、彼の弟で後継者であったアッタロス2世への友愛のため、弟のあだ名である「ピラデルポス （Philadelphos）」と名づけた。ピラデルポスとは「兄弟姉妹を愛する者」という意味で、アッタロスは兄エウメネス2世への忠誠心の深さからこのあだ名が付けられていた。同様に「フィラデルフィア」と呼ばれていた都市は現在のアンマン（ヨルダン）などが大きく有名だが、このフィラデルフィアは『ヨハネの黙示録』の宛先となっている小アジアの7つの教会のひとつがある町として有名である。この都市は地震が頻発する地帯にあった。
跡継ぎを欠いたアッタロス3世 (en) は、紀元前133年に死去する際、彼の王国を（フィラデルフィアの町も含めて）同盟国ローマに遺贈した。ローマは紀元前129年にイオニア地方と旧ペルガモン王国地域を合わせ、属州・アシア（Asia）を発足させた。

### 東ローマ帝国時代
フィラデルフィアはその後東ローマ帝国の一部であり続けた。オスマン帝国の侵攻によりギリシャ系住民の多い小アジア西部が次々と陥落しすべての都市が降伏した後も、フィラデルフィアは東ローマの小アジア最後の拠点となっていた。皇帝マヌエル2世パレオロゴスの下で戦うキリスト教徒の軍隊が長い抵抗を続けたが、ついに1390年バヤズィト1世の軍勢により陥落した。ただし、フィラデルフィアはラテン系のロードス騎士団（聖ヨハネ騎士団）の影響が強く、独立中立都市となっていた。20年後、ティムールはオスマン帝国を破って小アジアに侵入し、フィラデルフィアを陥落させた。この際、ティムールは捕虜の死体を積み上げて壁とし、城壁を乗り越えたという。
その後、イギリスの古物研究家リチャード・チャンドラー（Richard Chandler）によると、18世紀後半のアラシェヒルはある程度の規模を持った大きな街であり、ギリシャ正教会の教徒が家族数で300ほど居住していたが、はっきりとギリシャ語を母語とするものはいなかった。またスミルナへの重要な交易路でもあり、行商人、特にアルメニア人が多く訪れた。

### 第一次大戦
第一次世界大戦でのオスマン帝国崩壊後、アナトリア西部にギリシャ軍が侵入し、希土戦争が開始された。セーヴル条約でフィラデルフィアも含むアナトリア西部の広い範囲がギリシャ領と確定したものの、さらに内陸へ侵攻したギリシャ軍に対しケマルが率いるアンカラ政府は反撃した結果、ギリシャ軍はフィラデルフィアなどの街を焦土化しながら撤退し、小アジアから退却した。この際に町を離れたギリシャ人達は、アテネに逃れ北郊にネア・フィラデルフィア（Nea Filadelfeia）の町を築いた。

### 現在
現在、アラシェヒルの街はオスマン帝国末期に建設されたイズミルとアンカラを結ぶ鉄道網の途中にあり、1990年時点での人口は36,649人である。アラシェヒル付近では、鉄道は広く肥沃なヘルムス（Hermus）の平野を見晴るかす急斜面を登るように建設され、その路線は遠くから見ると堂々とした姿を見せている。この街には正教会の大主教座があり、いくつかのモスクとキリスト教会が並存している。いくつかの工場があるほか、ここから出る鉱水は『Eau de Vals』の名で知られ、イズミルなどで販売・消費されている。

## 黙示録におけるフィラデルフィア（アラシェヒル）
ヨハネの黙示録の冒頭（1:11）で、著者ヨハネは小アジアの七つの教会に対し書簡を出しているが、その一つである「フィラデルフィア」は、数多くあるフィラデルフィアという名の町の中でも現在のアラシェヒルの事を指すと推測されている。フィラデルフィアは七つの教会のうち、六番目に言及される。